# Červen 2023
Toto je archivovaný článek z portálu Aktuality.
2. června – pátek
 Nejméně 275 lidí zemřelo při srážce expresních vlaků v indickém státě Urísa. 
4. června – neděle
 Vítězem mistrovství světa v para hokeji v kanadském Moose Jaw se stali hráči Spojených států amerických, kteří ve finále porazili Kanadu. Třetí skončili Češi, pro které je to první medaile ze šampionátů. 
6. června – úterý
 Hromadné otravě alkoholem podlehlo v Uljanovské a Samarské oblasti Ruska osmnáct lidí. 
 Zničení Kachovské vodní elektrárny a protržení hráze způsobilo rozsáhlé záplavy na dolním toku Dněpru v Chersonské oblasti. Voda z Kachovské přehrady zavlažuje Krym skrze Severokrymský kanál a používá se ke chlazení Záporožské jaderné elektrárny. 
7. června – středa
 Novým generálním ředitelem České televize byl ve třetím kole zvolen šéf brněnského studia ČT Jan Souček, který porazil současného ředitele Petra Dvořáka. Funkce se ujme 1. října 2023. 
8. června – čtvrtek
 Novým hejtmanem Moravskoslezského kraje se stal Jan Krkoška, když ráno Ivo Vondrák sám rezignoval na svou funkci poté, co ho hnutí ANO chtělo odvolat, a to kvůli jeho podpoře prezidentskému kandidátovi Petru Pavlovi. 
11. června – neděle
 Hromadná otrava metanolem si v Rusku vyžádala více než třicet obětí. 
12. června – pondělí
 Při lesním požáru v přírodní rezervaci Semej ormany na východě Kazachstánu zahynulo čtrnáct lidí. K uctění památky obětí tragédie byl 12. červen vyhlášen dnem státního smutku. 
14. června – středa
 Ministr zemědělství Zdeněk Nekula oznámil, že k 30. červnu rezignuje na svou funkci. 
17. června – sobota
 Při útoku Spojených demokratických sil, napojených na Islámský stát, na internát na západě Ugandy zemřelo nejméně čtyřicet lidí. 
20. června – úterý
 Finský prezident Sauli Niinistö jmenoval novou vládu v čele s Petterim Orpem. 
 Estonský parlament jako první z postsovětských zemí schválil stejnopohlavní manželství. 
21. června – středa
 V polském Krakově byly slavnostně zahájeny III. Evropské hry 2023. 
23. června – pátek
 Jevgenij Prigožin, vůdce žoldnéřské Wagnerovy skupiny, vyhlásil boj ruskému ministerstvu obrany a zahájil pochod na Rostov na Donu. 
24. června – sobota
 Wagnerova skupina vedená Jevgenijem Prigožinem obsadila Rostov na Donu a Voroněž, zahájila pochod na Moskvu. 
27. června – úterý
 Ozbrojené síly Ruské federace balistickou raketou Iskander zasáhly pizzerii v Kramatorsku. 
29. června – čtvrtek
 Kvůli vážné bakteriální infekci Madonna odložila plánované světové turné. 
 Prezident Petr Pavel jmenoval Marka Výborného novým ministrem zemědělství. 
30. června – pátek
 Při střelbě na letišti v Kišiněvě byli zabiti dva lidé. 